# Milje, Šenčur
Milje este o localitate din comuna Šenčur, Slovenia, cu o populație de 293 de locuitori.